# Inimicus
Inimicus là một chi cá biển trong họ Cá mao mặt quỷ (Synanceiidae) bản địa của Ấn Độ Dương và tây Thái Bình Dương.

## Các loài
Hiện hành có 10 loài được ghi nhận trong chi này:
- Inimicus brachyrhynchus (Bleeker, 1874)
- Inimicus caledonicus (Sauvage, 1878)
- Inimicus cuvieri (J.E.Gray, 1835)
- Inimicus didactylus (Pallas, 1769)
- Inimicus filamentosus (G.Cuvier, 1829)
- Inimicus gruzovi Mandritsa, 1991
- Inimicus japonicus (G. Cuvier, 1829)
- Inimicus joubini (Chevey, 1927) - cá mặt quỷ.
- Inimicus sinensis (Valenciennes, 1833)
- Inimicus smirnovi Mandritsa, 1990